# Giovanni Davide Maderna
Giovanni Davide Maderna (Milano, 2 ottobre 1973) è un regista, scrittore e produttore cinematografico italiano.

## Biografia
Nel 1995 realizza a Lione il suo primo cortometraggio: La Place, premiato al Sacher Festival di Nanni Moretti. Seguono, dopo alcuni mesi trascorsi frequentando il Centro Sperimentale di Cinematografia a Roma, i cortometraggi Jahilia (Occidente) anch'esso premiato al Sacher Festival e Dolce Stil Novo, presentato al Festival di Locarno.
Nel 1999 il suo film Questo è il giardino vince il Leone del futuro - Premio Venezia opera prima "Luigi De Laurentiis" alla Mostra del cinema di Venezia.
Realizza poi L'amore imperfetto (2001), anch'esso presentato al Festival di Venezia. Con Schopenhauer (2006) ritorna a Locarno, nella sezione Cineasti del Presente, partecipando in competizione al Bafici e alla selezione di film italiani proiettati al Lincoln Center di New York per la rassegna Open Roads. Quattro anni dopo con Cielo senza terra (2010), co-diretto con Sara Pozzoli, partecipa alla selezione ufficiale delle Giornate degli Autori a Venezia, è finalista del Premio Doc.it e vince il secondo premio al festival Filmmaker di Milano. Il film viene mandato in onda dalla trasmissione televisiva di culto Fuori orario su Rai Tre nella notte della prima proiezione veneziana.
Dal 2002 ha insegnato cinema all'Accademia di Brera, all' Università Cattolica del Sacro Cuore e alla Scuola Civica di Cinema a Milano e al SUPSI di Lugano.
Diventa produttore dal 2005 fondando Quarto Film e lavorando con autori come Francesco Gatti, Dario Buccino, Filippo Ticozzi, Sara Pozzoli, Mauro Santini, Tonino De Bernardi, Giovanni Cioni e Michelangelo Frammartino.
Dedica nel 2005 una video-intervista (realizzata con Antonio Moresco) ad Alberto Grifi.
Nel 2012 è ideatore e curatore, in collaborazione con Mostra del Cinema di Venezia e Giornate degli Autori (VeniceDays), della sezione indipendente Cinema Corsaro, all'interno della quale presenta lavori sperimentali e fuori formato, caratterizzati da uno spirito "corsaro" sia in senso artistico che produttivo, di autori italiani e internazionali (da Sylvain George a Ugo Gregoretti con il suo rarissimo Le tigri di Mompracem del 1974, passando per un inedito di Corso Salani). All'interno della rassegna vengono presentati anche i film prodotti da Quarto Film in occasione dell'anniversario della nascita di Emilio Salgari e realizzati dallo stesso Maderna (Carmela, salvata dai Filibustieri, co-diretto con Mauro Santini), Giovanni Cioni e Tonino De Bernardi.
Look Love Lost (2012) è un film realizzato con materiali privati raccolti nell'arco di alcuni anni e montato in un'unica sessione nel giorno di Natale del 2011. Nel 2012 Cristina Piccino sul quotidiano Il manifesto lo classifica al secondo posto tra i migliori film dell'anno in tutto il mondo.
Nel 2015 a Londra fonda la casa di produzione EL Entertainment Ltd, denominata in omaggio all'omonimo film di Luis Bunuel.
Nel 2018 inizia a collaborare con il filmmaker sperimentale e artista Louis Benassi. Il primo lavoro comune è il dittico in 16mm The title is pretentious.. considering the purity of the endeavour, presentato al pubblico nel 2019.
Nel settembre 2020 gira a Roma The Walk, lungometraggio ispirato alla famosa novella di Robert Walser e prodotto da EL Entertainment ed Emu Films. Il protagonista è Lino Musella e il direttore della fotografia Robbie Ryan. Premio Gabbiano al Bellaria Film Festival 2022.

## Filmografia

### Cortometraggi
- La Place (1995)
- Jahilia (Occidente) (1996)
- Dolce Stil Novo (1998)
- Bologna 16-2-05, Giovanni Maderna e Antonio Moresco incontrano Alberto Grifi[6](2005)

### Lungometraggi
- Milano, episodio di Com'è bella la città. Scrittori e città (1997)
- Questo è il giardino (1999)
- L'amore imperfetto (2001)
- Schopenhauer (2006)
- Cielo senza terra, co-regia con Sara Pozzoli (2010)
- Carmela, salvata dai filibustieri, co-regia con Mauro Santini (2012)
- Look Love Lost - documentario (2012)
- The Walk (2021)